# Sirkali
Sirkali (Tamil: சீர்காழி Cīrkāḻi [ˈsiːrkaːɻi]; auch Sirkazhi, früher anglisiert Shiyali) ist eine Stadt im südindischen Bundesstaat Tamil Nadu. Die Einwohnerzahl beträgt rund 35.000 (Volkszählung 2011).
Sirkali gehört zum Distrikt Mayiladuthurai des Bundesstaates Tamil Nadu und liegt rund 250 Kilometer südlich von Chennai im nördlichen Teil des Kaveri-Deltas im Hinterland der Koromandelküste. Südlich fließt einer der zahlreichen Mündüngsarme des Kaveri-Flusses vorbei, rund fünf Kilometer nördlich befindet sich der Kollidam, der größte Mündungsarm. Zur Küste des Golfs von Bengalen sind es zwölf Kilometer. Die nächstgrößeren Städte sind Chidambaram 20 Kilometer nördlich, Mayiladuthurai 22 Kilometer südwestlich und Karaikal 44 Kilometer südlich. An der Hauptstrecke von Chennai nach Tiruchirappalli gelegen, verfügt Sirkali über gute Bahnverbindungen. Ferner führt der National Highway 45A, der von Viluppuram über Puducherry kommend entlang der Küste nach Nagapattinam verläuft, durch Sirkali.

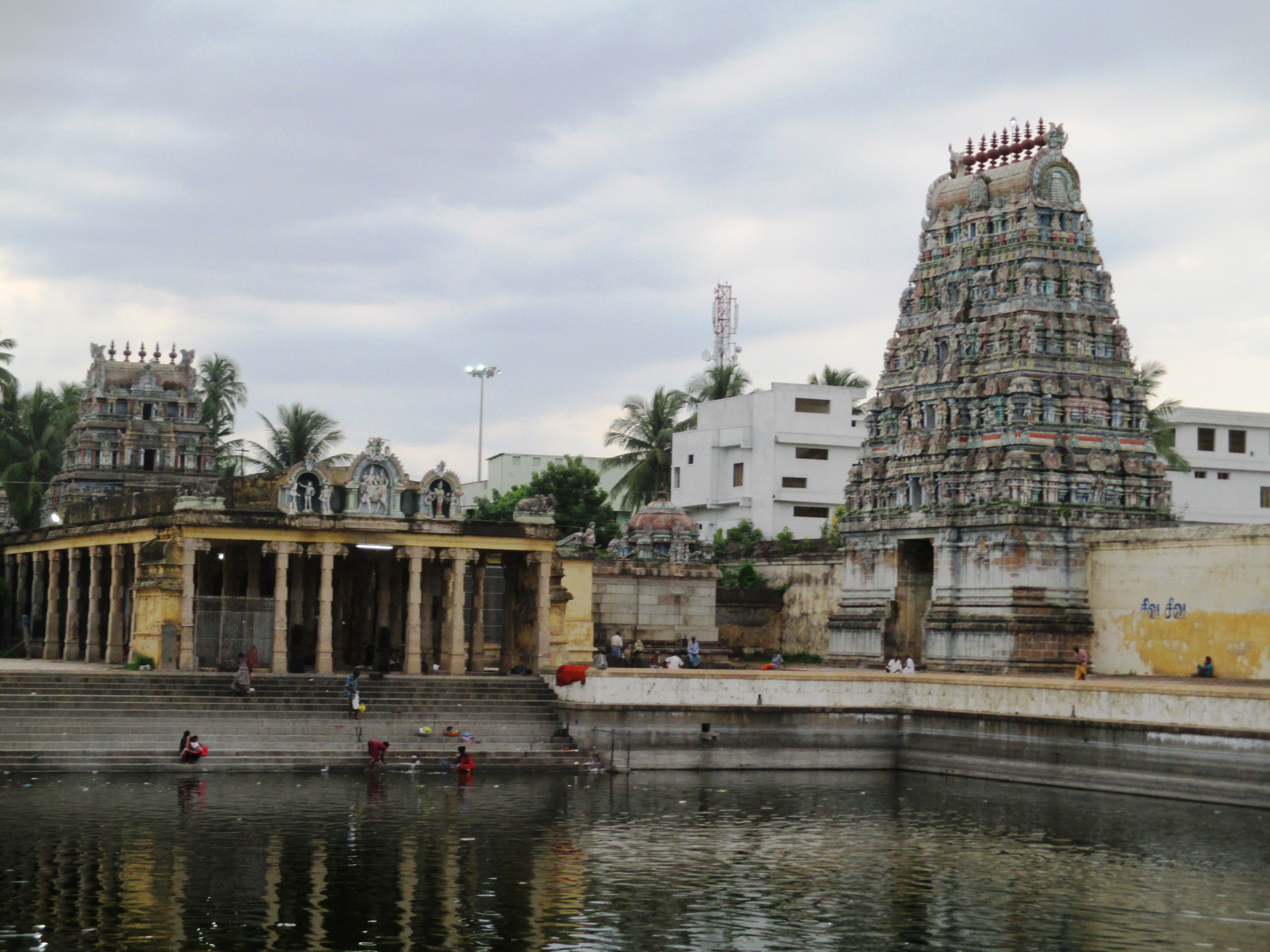
Der Tempel von Sirkali

Sirkali ist Standort eines wichtigen Hindu-Heiligtums, des Brahmapuriswarar- oder Sattainathar-Tempels. Der Name des Tempels („Herr der Stadt Brahmas“) verweist auf einen Mythos, dem zufolge der Gott Brahma hier Shiva verehrt haben soll. Der rund fünfeinhalb Hektar große Tempelkomplex mit sieben Gopurams (Tortürmen) beherbergt drei Schreine, die drei verschiedenen Erscheinungsformen des Gottes Shiva geweiht sind. Im Brahmapuriswarar-Schrein wird Shiva in Form eines Lingas verehrt, im Toniappar-Schrein befindet sich ein Götterbild von Shiva zusammen mit seiner Gefährtin Uma (Parvati), im Sattainathar-Schrein schließlich erscheint Shiva als furchterregender Bhairava. In einem Nebenschrein wird der Dichterheilige Sambandar verehrt, der im 7. Jahrhundert in Sirkali geboren wurde.
In der Umgebung Sirkalis befinden sich mit Vaitheeswarankoil, Tiruvenkadu und Keezhperumpallam drei der neun Navagraha-Tempel, einer bekannten Gruppe von Hindu-Tempeln im Kaveri-Delta, die mit den Himmelskörpern assoziiert werden.
87 Prozent der Einwohner Sirkalis sind Hindus, 10 Prozent sind Muslime und 2 Prozent Christen. Die Hauptsprache ist, wie in ganz Tamil Nadu, das Tamil, das von 99 Prozent der Bevölkerung als Muttersprache gesprochen wird.